# Johan Christian Jansson
Johan Christian Jansson, född 1845 i Stockholm, död 15 juli 1899, var en svensk teatermålare. Han var far till Thorolf Jansson.
Jansson studerade vid Konstakademin och för Emil Roberg och Fritz Ahlgrensson. Han anställdes 1866 vid Kungliga teatern, och utförde fantasifulla dekorationer bland annat för operorna Aïda, Lakmé och Othello.
Jansson finns representerad vid bland annat Scenkonstmuseet i Stockholm. Han är begravd på Norra begravningsplatsen utanför Stockholm.